# 7人の賢い小人
『7人の賢い小人』（しちにんのかしこいこびと、原題: 7 Wise Dwarfs）は、1941年の教育用短編アニメーション映画。ウォルト・ディズニー・スタジオがウォルト・ディズニー・プロダクションのもと、カナダ国立映画庁のために制作した。第二次世界大戦中にカナダ国民に戦時国債を啓発することを目的とした4本の映画シリーズの一環として制作され、1941年12月12日に劇場公開された。監督はリチャード・ライフォードで、「ドック」役の声優としてピント・コルヴィッグが出演している。
本作には、1937年に公開されたディズニー映画『白雪姫』に登場する7人のこびとが再び登場する。短編の多くは『白雪姫』のアニメーションを流用しており、たとえば、ドーピーがドジを踏んだり、遅れて行動したり、混乱する様子をスラップスティック・コメディとして描いている点は、オリジナル映画と共通している。

## ストーリー
7人のこびとたちは宝石を採掘しながら、オタワの国会議事堂の前を行進し、その後郵便局へと急ぐ。一方、ドーピーは締め出されてしまい、近くの銀行へ向かう。彼らは採掘した宝石をカナダの戦時貯蓄証券に投資する。その間、小人たちはオリジナル映画の楽曲「ハイ・ホー」の歌詞を変更したバージョンを歌う。
続いて、戦争をテーマにしたシーンのオマージュが挿入され、それぞれの場面の終わりには、弾丸の衝撃でひび割れた壁などに偶然文字が浮かび上がるといった形でメッセージが表示される。歌の歌詞も変更されており、戦時貯蓄証券を購入して戦争に貢献することを促す内容になっている。また、「ファイブ・フォー・フォー（Five for Four）」といったマーケティングフレーズも登場する。これは、4ドルの投資で5ドルのリターンが得られるという長期的な利益を表しており、同じくカナダで戦時国債を宣伝するために制作された短編教育映画のタイトルにもなっている。

## 登場キャラクター
7人の小人:
- グランピー
- スニージー
- スリーピー
- ドック
- ドーピー
- ハッピー
- バッシュフル

## 制作
1939年、第二次世界大戦が勃発すると、ウォルト・ディズニー・スタジオはヨーロッパ市場の大部分を失い、財政的に大きな打撃を受けた。さらに、1940年にナチス・ドイツがフランスへ侵攻したことで状況はさらに悪化し、同年に公開されたディズニー映画『ピノキオ』の吹き替えは、従来の作品よりも少ないスペイン語とポルトガル語のみにとどまった。
これにより、ディズニー・スタジオは大幅な利益減少に直面し、近年の映画の赤字も重なり、50万ドル以上の財政赤字、スタジオ初の人員削減や給与削減、さらに2,230,000ドルの信用枠制限という厳しい状況に追い込まれた。この危機的状況を打開するため、1940年4月にスタジオは株式会社化され、3,600,000ドルの資金を調達し、負債の返済に充てた。また、従業員の雇用を維持し、スタジオの映画制作を継続するために、ウォルト・ディズニーは外部からの資金調達を模索するようになった。
1941年3月3日、ディズニーは国防関連産業の代表者数十名を招き、昼食会を開いた。これは、国防関連の仕事を請け負うことで収益を確保する狙いがあった。さらに、昼食会の後には正式な書簡を送り、「国防産業のために原価で制作を行い、利益は求めない。この申し出は、現在の緊急事態において可能な限り貢献したいという意図に基づくものである」と表明した。その結果、ディズニーが最初に受注した訓練用映画は、ロッキード・エアクラフト社の依頼による『四つのフラッシュリベット工法』（Four Methods of Flush Riveting, 1941年）となった。
こうしたディズニーの取り組みに応じ、カナダ国立映画庁の責任者ジョン・グリアソンは、カナダの戦時貯蓄計画を宣伝する4本のアニメーション映画の共同制作契約を結んだ。また、カナダ陸軍向けの訓練用映画として、『Stop That Tank!』（1942年）も発注された。

## 評価
『7人の賢い小人』は劇場公開を目的として制作されたが、シリーズの他の3作品とともに、カナダ国内の戦時貯蓄委員会を通じて効果的にメッセージを伝える役割を果たした。その後、アメリカが参戦すると、これらの短編映画はアメリカ国内で実施された8回の戦時国債キャンペーンの一環として公開された。

## ホームメディア
本作は、2004年5月18日に発売されたDVDコレクション『Walt Disney Treasures: Walt Disney on the Front Lines』に収録された。

### ノート
1. ↑  ピント・コルヴィッグは、オリジナルの映画『白雪姫』で「スリーピー」と「グランピー」の声を担当していた。
2. ↑  最終的に、ディズニー・スタジオは主にアメリカ軍向けに200本の戦時訓練用映画を制作することとなった。